# Nuno Martins de Chacim
D. Nuno Martins de Chacim (? - 1284) foi um Rico-homem e aio do Rei D. Dinis I de Portugal, teve a tenência de Bragança entre 1265 e 1284. 
Foi em 1237 armado Cavaleiro por D. Fernão Garcia de Bragança. Exerceu em 1261 e 1276 o cargo de Meirinho-mor e entre 1279 e 1284 foi Mordomo-mor da casa de D. Afonso III de Portugal. 
Foi Senhor e dono de Grande parte da terra de Valdrez, assim como dos homens de Lampaças, actual Quintela de Lampaças. 
As Inquirições Gerais mandadas fazer em 1258 pelo rei D. Afonso III de Portugal informam que a Igreja paroquial de Santa Marta era pertença (às terças) pelo arcebispo de Braga (que representava a Sé primacial), por Nuno Martins de Chacim e por Afonso Mendes de Bornes.

## Relações familiares
Foi filho de D. Martim Pires de Chacim e de D. Froille Nunes. Casou por duas vezes, o primeiro casamento foi com Sancha Pires Correia, filha de Pêro Pais Correia (1200 -?) e de Dórdia Pais de Aguiar (1210 —?), de quem teve:
1. D. Marinha Nunes de Chacim (1225 -?) casou com Fernão Esteves Pintalho.
2. N Nunes.
3. D. Gomes Nunes.

O segundo casamento ocorreu em 31 de Julho de 1265 com Teresa Nunes Queixada, de quem teve:
1. Heitor Nunes de Chacim casado com  D. Marquesa Gil de Soverosa.
2. Álvaro Nunes de Chacim.
3. Gil Nunes de Chacim casou com Maria Martins Zote.
4. Sancho Nunes de Chacim casou com Teresa Vasques Zagomba.
5. D. Sancha Nunes de Chacim (1240 -?) casou com Lourenço Soares de Valadares, filho de Soeiro Pais de Valadares e bisneto de Soeiro Aires de Valadares (1140 -?) e de Elvira Nunes Velho.
6. Urraca Nunes de Chacim casou com D. Martim Anes do Vinhal.
7. Teresa Nunes de Chacim casou com Fernão Pires Barbosa.
8. Pero Nunes de Baião de Chacim.
9. Berengária Nunes de Chacim , Foi padroeira do Mosteiro de Santos.
10. Branca Nunes de Chacim , foi freira no Mosteiro de Arouca.
11. Martim Nunes de Chacim , foi frade da Ordem de Santiago. Em 1288 foi feito comendador de Parada, em 1293 de Além Douro e entre 1301 e 1324 de Santos.
12. Fruilhe Nunes de Chacim.

Fora o casamento teve com D. Maria Gomes de Briteiros, filha de Gomes Mendes de Briteiros (1160 -?) e de Urraca Gomes da Silva:
1. Rui Nunes de Chacim casou com  D. Aldonça Mendes Tavaia, filha de D. Martim Pires Tavaia (? - 1258) e de Aldonça Pais Marinho.